# Rogazy
Rogazy – osada w Polsce, położona w województwie pomorskim, w powiecie kościerskim, w gminie Liniewo.
W latach 1975–1998 miejscowość administracyjnie należała do województwa gdańskiego.